# Östhamra
Östhamra is een plaats in de gemeente Norrtälje in het landschap Uppland en de provincie Stockholms län in Zweden. De plaats heeft 254 inwoners (2005) en een oppervlakte van 70 hectare.